# Wilhelm Schweizer (Didaktiker)
Wilhelm Schweizer (* 11. November 1901 in Stammheim; † 23. Juli 1990 in Tübingen) war ein deutscher Lehrer und Mathematikdidaktiker, der vor allem als Mitherausgeber und langjähriger Hauptautor der seit mehr als 65 Jahren im Schulunterricht der deutschen und Schweizer Gymnasien verwendeten Lehrbuchreihe Lambacher Schweizer bekannt wurde.
Schweizer stammte aus einer Stammheimer Bauernfamilie, durchlief 1915–21 das Evangelische Lehrerseminar in Backnang und unterrichtete vier Jahre an verschiedenen Volksschulen. Von 1926 bis 1930 studierte er Mathematik und Physik an der Technischen Hochschule Stuttgart. 1931 legte er beide Lehramtsprüfungen ab und war anschließend für zwei Jahre Assistent an der Technischen Hochschule. Seit 1933 unterrichtete er Mathematik an Gymnasien. Nach dem Ende der Aufnahmesperre trat er 1937 der NSDAP bei.
Ab 1943 wurde er im Sanitätsdienst und ab Juni 1944 als Hilfskraft in einem vom Reichsforschungsrat unterstützten Projekt eingesetzt. Weil der Schulunterricht nach Kriegsende erst im Herbst 1945 wieder aufgenommen wurde, musste er zunächst mit Schülern im Kartoffelkäfer- und Heilkräuterdienst arbeiten. In dieser Zeit begann er auch mit den Arbeiten an der später als Lambacher Schweizer bekanntgewordenen Lehrbuchreihe, zunächst gemeinsam mit Theophil Lambacher, später mit einer größeren Zahl wechselnder Mitarbeiter.
An der Universität Tübingen hielt er von 1946 bis 1970 Mathematik-Vorlesungen für Chemiker und Biologen und darüber hinaus seit 1949 zahlreiche Lehrveranstaltungen zur Didaktik der Mathematik, wofür er 1954 zum Honorarprofessor ernannt wurde.
Von 1954 bis 1966 war er Direktor des Kepler-Gymnasiums in Tübingen. Er war ein häufiger Redner auf Tagungen pädagogischer Akademien, insbesondere zu Fragen der Schulreform und zur Reform des mathematischen Unterrichts.

## Veröffentlichungen
- Zur Methodik und Didaktik des Bruchrechnens, „Der Mathematikunterricht“ 1955, Heft 2
- Ökonomie im Algebra-Unterricht, „Der Mathematikunterricht“ 1958, Heft 2
- Ein Beweis des Entwicklungssatzes der Vektorrechnung, MNU 7